# Discocnide
Discocnide é um género botânico pertencente à família Urticaceae.

## Espécies seleccionadas
- Discocnide mexicana